# 梅宁迪湖区

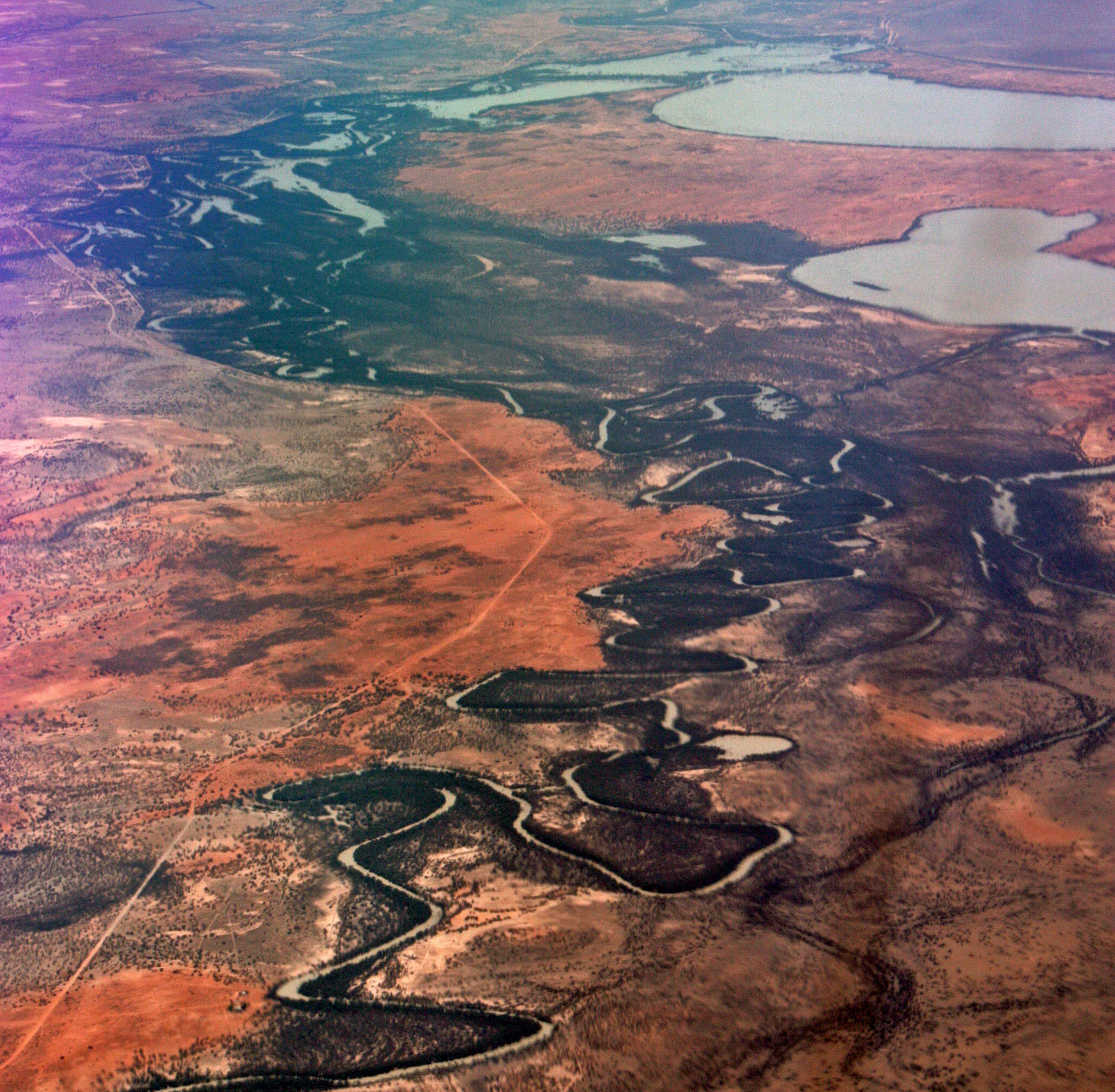
达令河和部分梅宁迪湖群湖泊航空照片。

梅宁迪湖区（Menindee Lakes）位于澳大利亚新南威尔士州西部，梅宁迪附近，包括梅宁迪湖、坦杜湖（Tandou Lake）、帕马马诺湖（Pamamaroo Lake）、康迪拉湖（Cawndilla Lake）等湖泊。原为由一些溪流相连的天然水体，丰水期汇入东部的达令河。1949至1960年期间对湖区进行改造，使其成为总蓄水量24.67亿立方米的水库群。